# Jaskinia pod Strzelistą
Jaskinia pod Strzelistą – jaskinia w Dolinie Małej Łąki w Tatrach Zachodnich. Wejście do niej znajduje się w północnej ścianie Wielkiej Turni, w pobliżu jaskini Komora Gwiażdzista, poniżej Jaskini Strzelistej, na wysokości 1693 m n.p.m. Długość jaskini wynosi 41 metrów, a jej deniwelacja 13 metrów.

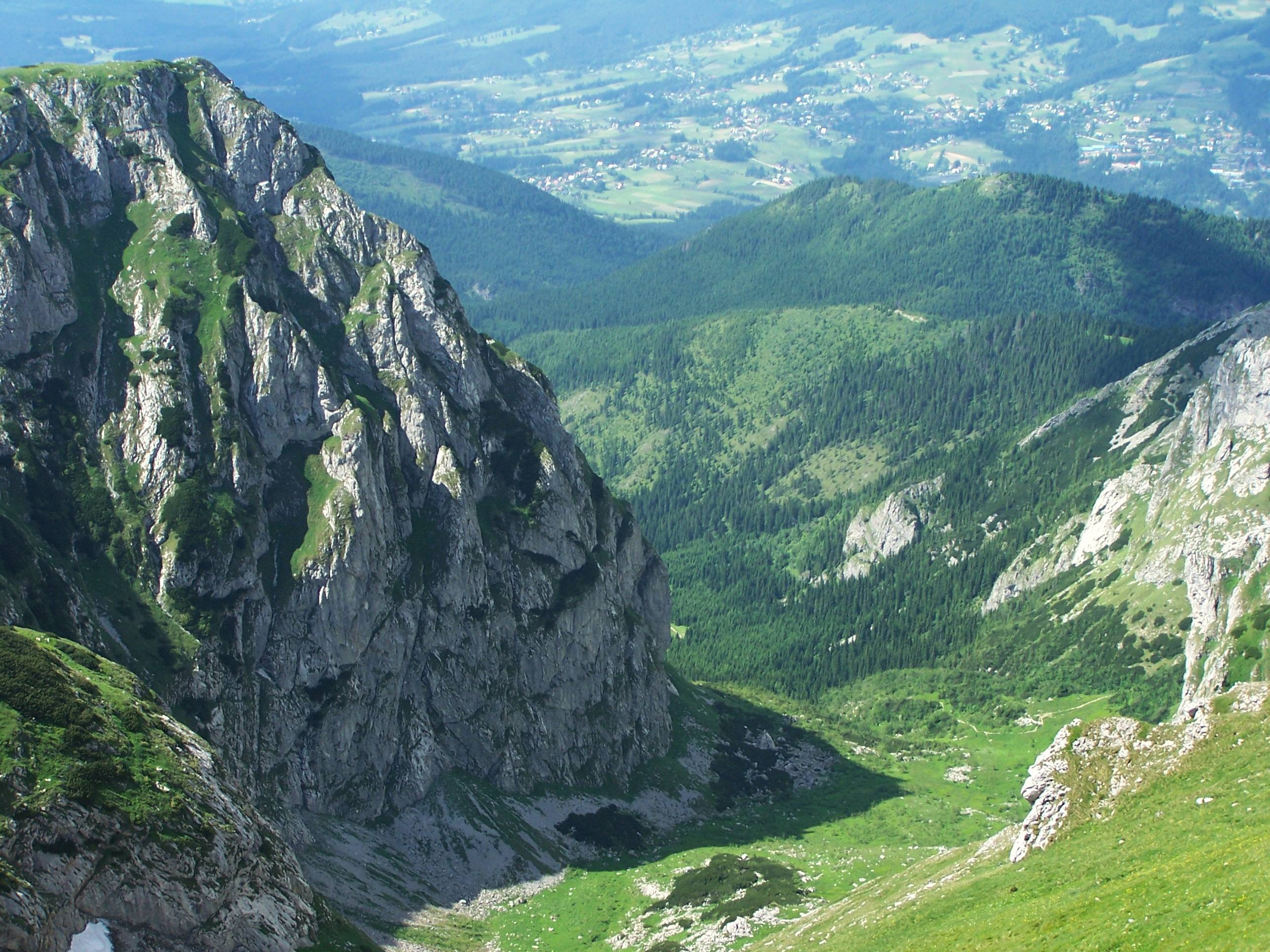
Wielka Turnia

## Opis jaskini
Jaskinię można podzielić na dwie części. Pierwsza to wąska szczelina do której wchodzi się również ze szczelinowego otworu wejściowego. W dół kończy się ona bardzo ciasną studnią. W górę prowadzi prawdopodobnie pod zawalisko w Jaskini Strzelistej. W wyższej części szczeliny znajduje się zacisk przez który można przejść do drugiej obszerniejszej części jaskini odkrytej w 1981 roku.
Za zaciskiem, zjeżdżając 8 metrów, dociera się do obszernego korytarza. W górę za progiem kończy się on szczeliną. W dół korytarz dochodzi do 6-metrowego, szerokiego komina.

## Przyroda
W jaskini występuje bogata szata naciekowa. W kominie końcowym są polewy, stalaktyty, stalagmity, mleko wapienne. oraz nacieki grzybkowe.
Ściany jaskini są mokre. Mieszkają w niej nietoperze.

## Historia odkryć
Otwór jaskini znał chyba już Mariusz Zaruski w 1912 roku. Napisał on przy okazji badania zboczy Wielkiej Turni: W pobliżu tej studni (Awenu z Korkiem Śnieżnym) jest inna dziura, małych rozmiarów, tem jednak ciekawa, że z niej dobywa się prąd powietrza zupełnie dostatecznie wyczuwalny nerwami dotyku. Miał prawdopodobnie na myśli Jaskinię pod Strzelistą. Nikt potem przez wiele lat nie wspominał o niej, chociaż leży przy drodze do Komory Gwiaździstej.
3 sierpnia 1981 roku, podczas inwentaryzacji jaskiń tatrzańskich, I. Luty i A. Sadowska przeszły przez zacisk i zbadały całą jaskinię.